# ليلة الجائزة
ليلة الجائزة أو ليلة المكافآت هي الليلة التي تسبق عيد الفطر وعيد الأضحى. لها أهمية خاصة مع شهر رمضان وهي كسب المكافآت لجميع الصيام والخيرات في هذا الشهر. تعتبر ليلة مباركة للمسلمين وليلة لتقديم الصلوات والأدعية.
 يقال إن النبي محمد قال في حديث في سنن بن ماجه:
| " | مَنْ قَامَ لَيْلَتَيْ الْعِيدَيْنِ مُحْتَسِبًا لِلَّهِ لَمْ يَمُتْ قَلْبُهُ يَوْمَ تَمُوتُ الْقُلُوبُ. | " |

وهو حديث ضعيف. قال النووي في «الأذكار»: وهو حديث ضعيف رويناه من رواية أبي أمامة مرفوعاً وموقوفاً، وكلاهما ضعيف. وقال عبد الرحيم العراقي في تخريج أحاديث إحياء علوم الدين: إسناده ضعيف. وقال ابن حجر العسقلاني : هذا حديث غريب مضطرب الإِسناد.